# Список похованих на Берковецькому кладовищі
Берковецьке (Міське) кладовище — найбільший некрополь України, що розташований у Києві, поблизу місцевості Берковець, за адресою: вулиця Стеценка, 18. У цьому списку наведені енциклопедично значущі люди, які поховані на кладовищі.

## Державні, політичні та громадські діячі
- Вайсблат Нухим Янкелевич (1864—1925)

## Науковці

### Медики
- Безвершенко Іван Андрійович (1931—1993; ділянка № 79)
- Бернадський Юрій Йосипович (1915—2006)
- Вихованюк Іван Васильович (1949—2014)
- Горбась Ірина Михайлівна (1955—2015; ділянка № 76)
- Епштейн Овсій Володимирович (1933—2006; ділянка № 2а)
- Косінов Анатолій Єлісейович (1936—2022)
- Мандельштам Макс-Емануїл Хацкелевич (1838—1912; ділянка № 17)
- Педаченко Георгій Опанасович (1923—2001; ділянка № 72)
- Пейсахович Йосип Миронович (1893—1978; ділянка № 113а)
- Свиридов Олександр Іванович (1900—1973; ділянка № 52)
- Щуліпенко Ігор Михайлович (1937—2010; ділянка № 89)

### Біологи
- Данилова Єлизавета Іванівна (1910—1998; ділянка № 52)
- Ручківський Сергій Никифорович (1888—1967; ділянка № 24)

### Техніки
- Бєлянський Віктор Петрович (1940—1997; ділянка № 81)
- Бялік Олег Михайлович (1938—2005; ділянка № 2а)
- Гулий Іван Степанович (1930—2004)
- Діденко Микола Кирилович (1929—1986; колумбарій)
- Ігнатов Володимир Олексійович (1938—2019; ділянка № 86)
- Матов Олександр Якович (1937—2022)
- Мілях Олександр Миколайович (1906—1985; ділянка № 79)
- Сьомик Аркадій Павлович (1941—2000; ділянка № 2а)
- Хільчевський Володимир Васильович (1925—2019; ділянка № 86)
- Шиян Петро Леонідович (1946—2019; ділянка № 65)

### Фізики, математики
- Вишневський Іван Миколайович (1938—2017)
- Дзядик Владислав Кирилович (1919—1998)
- Парасюк Остап Степанович (1921—2007)
- Степанець Олександр Іванович (1942—2007)

### Хіміки
- Яцимирський Віталій Костянтинович (1941—2011; ділянка № 86)

### Археологи
- Іллінська Варвара Андріївна (1920—1979; ділянка № 47)
- Тереножкін Олексій Іванович (1907—1981; ділянка № 47)

### Геологи
- Нечаєв Сергій Валентинович (1932—2018; ділянка № 84)
- Скаржинський Всеволод Ігорович (1916—1997)

### Історики
- Нікольніков Георгій Львович (1916—1980)

### Літературознавці
- Анісов Василь Федорович (1912—1974; ділянка № 55)
- Бойчак Іван Яремович (1921—1972)
- Гнатюк Микола Пилипович (1933—1975)

### Кінознавці, театрознавці, мистецтвознавці
- Слободян Валентина Романівна (1937—2023; ділянка № 54)
- Хоменко Варвара Григорівна (1916—1974)

### Філологи
- Зарицький Микола Степанович (1921—2014)
- Мамалига Анастасія Іванівна (1940—2023; ділянка № 119)
- Тищенко Костянтин Миколайович (1941—2023; ділянка № 116)

### Правознавці
- Гінзбург Григорій Ісакович (1922—2007)
- Крайнєв Петро Павлович (1952—2014; ділянка № 54)

### Педагоги
- Ярмаченко Микола Дмитрович (1928—2010)

## Митці

### Художники
- Горська Алла Олександрівна (1929—1970; ділянка № 39)
- Жаров Петро Васильович (1915—1970)
- Зарецький Віктор Іванович (1925—1990)
- Малаков Георгій Васильович (1928—1979)
- Носко Петро Васильович (1885—1976)
- Чегодар Василь Дмитрович (1918—1989)

### Письменники, перекладачі
- Бойко Вадим Григорович (1951—2005)
- Бойко Григорій Пилипович (Грицько Бойко; 1923—1978)
- Бузина Олесь Олексійович (1969—2015)
- Дашкієв Микола Олександрович (1921—1976; ділянка № 66)
- Жолдак Богдан Олексійович (1948—2018)
- Кіпніс Ісаак Нухімовіч (1896—1974)
- Маківчук Федір Юрійович (1912—1988)
- Пучко Іван Іванович (1897—1978)
- Скуратівський Василь Тимофійович (1939—2005; ділянка № 2а)
- Терех Олександр Іванович (1928—2013)
- Харчук Борис Микитович (1931—1988; ділянка № 39)

### Архітектори
- Гречина Вадим Михайлович (1931—2005)
- Катернога Мусій Тимофійович (1912—1998; ділянка № 114)
- Тищенко Микола Павлович (1911—2004; ділянка № 116)
- Холостенко Микола В'ячеславович (1902—1978)

### Актори
- Батуріна Надія Петрівна (1928—2017; колумбарій)
- Волков Володимир Васильович (1929—2007; ділянка № 2а)
- Лінецький Віталій Борисович (1971—2014)
- Назаров Ігор Миколайович (1977—2020; ділянка № 105)
- Писанка Руслана Ігорівна (1965—2022; ділянка № 19)
- Степанов Віктор Федорович (1947—2005; ділянка № 2а)
- Феліпенко Юрій Сергійович  (1993—2025)

### Режисери, оператори
- Вінярський Михайло Борисович (1912—1977)
- Писанко Ігор Миколайович (1941—2010; ділянка № 19)
- Підпалий Валеріан Сергійович (1940—2001)
- Попков Володимир Михайлович (1941—2007; колумбарій)
- Сміян Сергій Костянтинович (1925—2014)
- Черкаський Давид Янович (1931—2018; ділянка № 106)

### Музиканти, композитори
- Мовчан Єгор Хомич (1898—1968)
- Подвала Валерій Давидович (1932—2003)

### Інші
- Горський Олександр Валентинович (1898—1983)
- Левіт Леонід Олександрович (1925—2022)

## Спортсмени
- Галанський Анатолій Олександрович (1951—1995; ділянка № 76)
- Гончаренко Макар Михайлович (1912—1997; ділянка № 8)

## Військовослужбовці
- Беліков Валерій Олександрович (1925—1987)
- Ковальов Микола Іванович (1917—1994)

Учасники російсько-української війни, відзначені найвищими державними нагородами:
- Горбенко Святослав Сергійович («Скельд»; 1994—2014) — молодший лейтенант (посмертно), доброволець ДУК ПС. Герой України (2021, посмертно).
- Реуцький Михайло Іванович (1978—2023) — старший сержант, заступник командира бойової машини, 93 ОМБр «Холодний Яр». Герой України (2023, посмертно).[1]

- 42 ділянка Берковецького цвинтаря
- 42 ділянка Берковецького цвинтаря

## Герої

### України
- Балабуєв Петро Васильович (1931—2007; ділянка № 86)
- Гапоненко Володимир Іванович (1969—2020; ділянка № 86)
- Наумкін Олексій Євгенович (1977—2020; ділянка № 86)
- Поклад Ігор Дмитрович (1941—2025)
- Поляченко Володимир Аврумович (1938—2012; ділянка № 86)

### Радянського Союзу
- Антонов Микола Іванович
- Балдін Анатолій Михайлович
- Балясніков Олексій Іванович
- Барабаш Опанас Семенович
- Бєлошапкін Клавдій Флегонтович
- Беспалов Іван Антонович
- Болбас Олександр Карпович
- Бондаренко Василь Юхимович
- Бородін Георгій Дем'янович
- Ванштейн Борис Якович
- Внуков Михайло Миколайович
- Волгін Іван Тимофійович (ділянка № 105)
- Галін Петро Іванович
- Голоднов Олексій Васильович
- Горюнов Сергій Кіндратович (ділянка № 12)
- Гриб Андрій Андрійович (ділянка № 85)
- Євсев'єв Іван Іванович
- Єремеєв Борис Романович
- Єрьоменко Іван Трохимович
- Жужукін Іван Федорович
- Загородський Михайло Пилипович (ділянка № 9)
- Зінченко Валентин Миколайович
- Зубанєв Микола Йосипович (ділянка № 69)
- Іотка Феодосій Антонович
- Кальян Леонід Петрович (ділянка № 77)
- Каневський Олександр Денисович
- Карпов Олександр Олексійович (ділянка № 60)
- Кваша Дмитро Михайлович
- Кияшко Микола Никандрович
- Коваленко Петро Данилович
- Козлов Дмитро Маркович (ділянка № 77)
- Колесников Семен Гаврилович
- Кондратьєв Сергій Миколайович
- Корнєв Олександр Степанович
- Кравцов Дмитро Степанович
- Кузьменко Іван Прокопович
- Кулик Павло Петрович
- Курист Людвиг Іванович
- Кучеренко Олександр Васильович
- Лиморенко Олександр Парамонович (ділянка № 85)
- Лисенко Іван Йосипович
- Малиновський Цезар Казимирович
- Меркулов Володимир Іванович
- Метелєв Василь Петрович (ділянка № 86)
- Міхеєв Михайло Віталійович
- Навроцький Михайло Карпович
- Надточій Іван Іванович (ділянка № 93)
- Ніколаєв Іван Миколайович
- Нога Митрофан Петрович (ділянка № 77)
- Олійник Михайло Іванович
- Онищенко Віктор Павлович
- Павлов Микола Микитович
- Паніхідніков Андрій Олексійович
- Полтавський Євген Миколайович
- Помазунов Олександр Іванович (ділянка № 22)
- Попович Володимир Трохимович (ділянка № 77)
- Пупков Михайло Олексійович
- Радченко Михайло Васильович
- Ремізов Михайло Васильович
- Рєпін Іван Павлович
- Рогачевський Георгій Олексійович
- Романов Володимир Федорович (ділянка № 93)
- Романютін Олександр Іванович (ділянка № 77)
- Сербин Федір Петрович
- Сергеєв Василь Павлович
- Сєрих Семен Прокопович
- Сульов Віктор Олександрович
- Трошин Олексій Васильович
- Трушніков Петро Іванович (ділянка № 104)
- Тур'ян Пінхус Григорович (ділянка № 77)
- Тишкевич Василь Антонович
- Улицький Павло Михайлович
- Філатенков Василь Пилипович
- Фурманов Олександр Мефодійович (ділянка № 81)
- Халецький Олексій Федорович (ділянка № 87)
- Харченко Іван Устинович
- Хлуд Борис Олексійович
- Хованський Роман Петрович
- Шевенок Демид Якович
- Шевирьов Олександр Іванович
- Шимко Григорій Лук'янович
- Шишкін Василь Іванович
- Шляхтич Олексій Костянтинович
- Шнейдерман Михайло Юхимович (ділянка № 77)

### Соціалістичної Праці
- Власов Василь Іванович (1906—1977)
- Гнатенко Марина Василівна (1914—2006)
- Лєскіна Ульяна Григорівна (1915—1996)
- Піонтковський Йосип Іванович (1912—?)
- Строков Григорій Іванович (1903—1995)
- Тонкошкур Василь Антонович (1924—2006; ділянка № 86)
- Ярмола Віктор Маркович (1922—1978)

## Галерея

Могила С. Н. Ручківського, науковця-епідеміолога, члена-кор. АМН СРСР (24 ділянка)
Могила Г.О. Педаченка, доктора медичних наук, професора, (72 ділянка, 25 ряд, 31 могила)
Могила А. О. Горської, визначної художниці та громадської діячки (39 ділянка, 8 ряд, 18 могила)
Могила М. П. Загородського, Героя Радянського Союзу, гвардії полковника (9 ділянка)
Могила С. К. Горюнова, Героя Радянського Союзу, генерал-полковника (12 ділянка)
Могила В. Т. Скуратівського — українського народознавця, письменника, видавця
Могила В. П. Бєлянського, науковця в галузі енергетики, доктора технічних наук, професора (81 ділянка)
Могила Михайла Вінярського, режисера
Могила Віктора Степанова, актора
Могила Валеріана Підпалого, кінорежисера
Могила Макара Гончаренка, українського радянського футболіста, нападника, тренера (8 ділянка)
Грицько Бойко, радянський, український письменник, поет і перекладач